# Megalomya townesi
Megalomya townesi là một loài tò vò trong họ Ichneumonidae.